# 6515 Giannigalli
A 6515 Giannigalli (ideiglenes jelöléssel 1988 MG) a Naprendszer kisbolygóövében található aszteroida. Eleanor F. Helin fedezte fel 1988. június 16-án.